# صداخوانی
صداخوانی (در انگلیسی scat singing) نوعی بداهه‌خوانی در موسیقی است که در آن واژه‌هایی بدون معنا بکار برده شود مانند واژه‌های بی‌معنای «هله‌مالی»، «هلی‌لو هلیوسَن»، «دیمبَل و دیمبول» در موسیقی ایرانی به‌ویژه سبک بندری.
در موسیقی غربی صداخوانی بیشتر در سبک جاز بکار می‌رود و نمونه‌هایی از این واژه‌نماها در جاز «دوداه»، «بی‌باپ»، «دووی»، «بام» و «هیبیس‌جیبیس» است. از نخستین صداخوانی‌های ضبط‌شده در موسیقی جاز می‌توان از صدای لویی آرمسترانگ در سال ۱۹۲۶ میلادی نام برد.